# Rorippa pyrenaica
Rorippa pyrenaica är en korsblommig växtart som först beskrevs av Carl von Linné, och fick sitt nu gällande namn av Heinrich Gottlieb Ludwig Reichenbach. Rorippa pyrenaica ingår i släktet fränen, och familjen korsblommiga växter. IUCN kategoriserar arten globalt som otillräckligt studerad. Inga underarter finns listade i Catalogue of Life.